# تالیس
تالیس (فرانسوی: Thalys‎) یک خط قطار تندرو بین‌المللی میان پاریس و بروکسل است.
این خط که در سال ۱۹۹۵ راه‌اندازی شده شامل ۲۶ ایستگاه می‌باشد و از کشورهای فرانسه، بلژیک، هلند و آلمان عبور می‌کند.

## نگارخانه

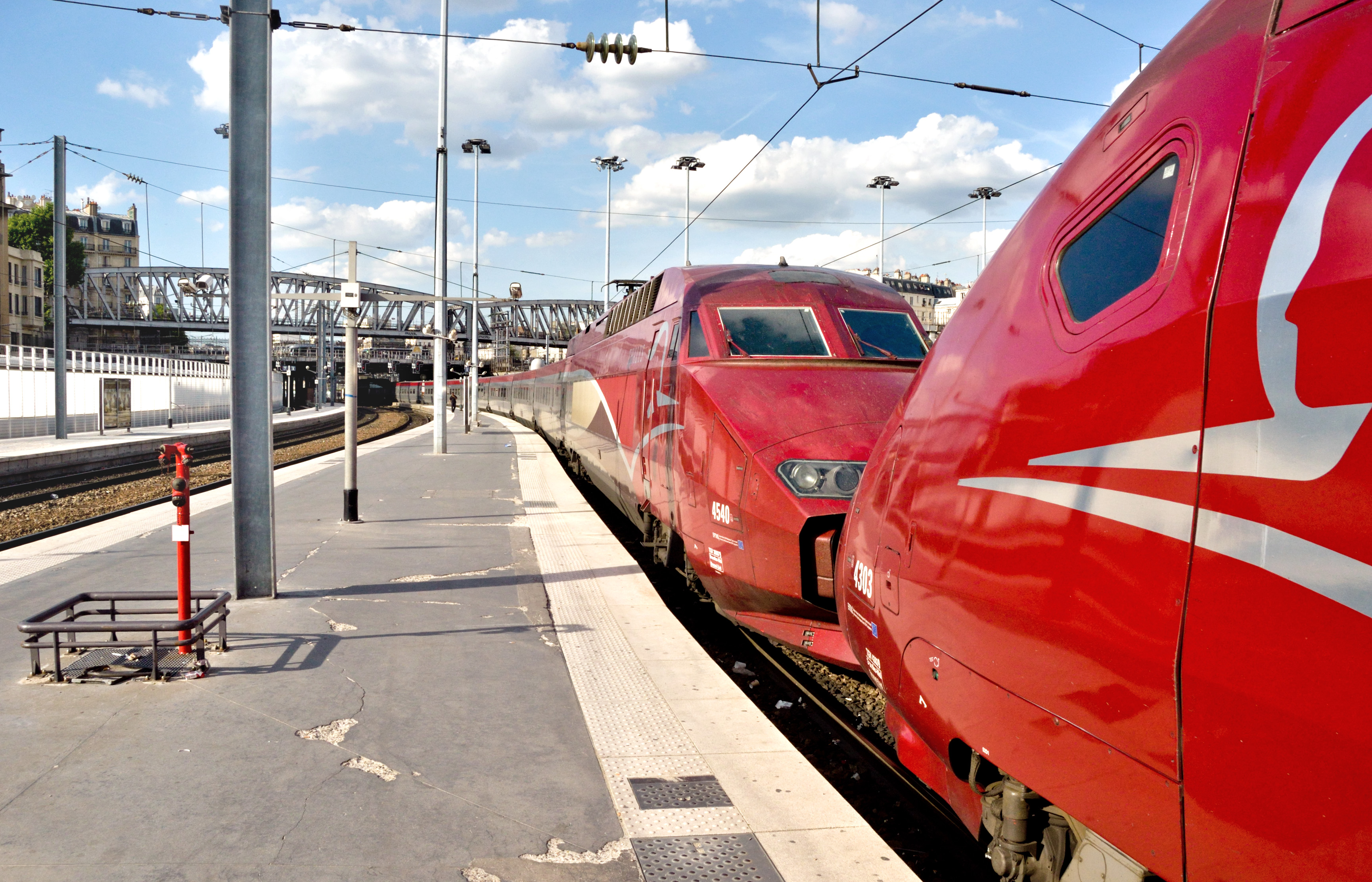
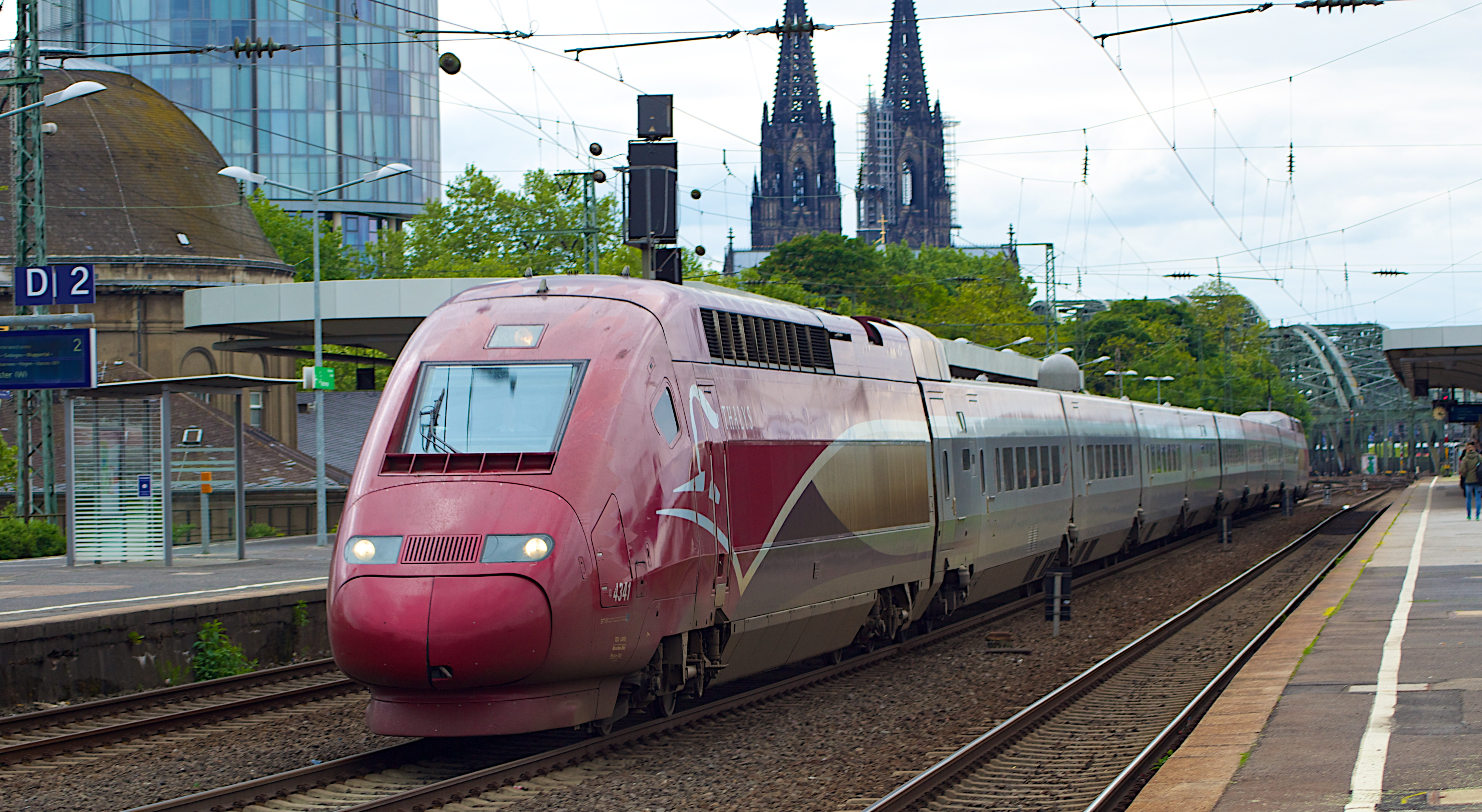